# District historique de Savannah
Le district historique de Savannah, ou Savannah Historic District en anglais, est un district historique de la ville américaine de Savannah, en Géorgie, qui couvre son centre-ville historique. Il est classé National Historic Landmark depuis 1966.